# Lyceum
Lyceum（荷蘭語：lyceum）是许多国家（主要是欧洲国家）教育体系中定义的一种教育机构，其定义因国家而异，但通常是中学。“Lyceum”一词来自希腊语“Λύκειον”（lykeion），即吕刻昂——公元前335年亚里士多德建立的雅典学园。